# 유고슬라비아 왕세자 알렉산다르
유고슬라비아 왕세자 알렉산다르(Alexander, Crown Prince of Yugoslavia, 1945년 7월 17일 ~ )는 유고슬라비아의 페타르 2세와 그의 아내 그리스와 덴마크의 공주 알렉산드라 사이에서 태어난 외아들로서, 前 유고슬라비아 왕국의 왕세자이며, 세르비아의 왕위요구자이다.
알렉산다르는 부왕(父王)의 망명지인 런던의 클라리지 호텔(Claridge's Hotel) 212호실에서 태어났다. 그가 태어나는 동안 영국 정부는 그 방을 잠시 유고슬라비아 왕국에 양도하여, 그는 유고슬라비아 영토에서 태어난 것으로 되었다. 그러나 1947년, 요시프 브로즈 티토 정권은 왕가 전원의 재산과 유고슬라비아 국적을 박탈했다. 그의 유고슬라비아 국적은 슬로보단 밀로셰비치 정권이 붕괴된 2001년에 회복되었다. 그는 2001년 이래 베오그라드 시내의 옛 왕궁인 백궁(白宮: Beli dvor)에 살고 있다.
그는 세르비아에서의 입헌군주제 수립을 주장하고 있으며, 실제로 2011년의 여론조사 결과 세르비아인의 64%가 군주제를 지지하는 것으로 나타났다.